# Deanna Nolanová
Dean(n)a Nicole „Tweety“ Nolanová (* 25. srpna 1979 Flint, Michigan) je profesionální americká basketbalistka hrající v WNBA za Detroit Shock. Její základní pozice je obránce na hrotu, ale občas hraje i na středu. Původně se jmenovala Deana, ale jméno si nechala změnit na Deanna.

## Život a sportovní kariéra
Deanna Nolanová navštěvovala Flint Nothern High School, kde vedla svůj tým při mistrovství státu Michigan v letech 1994 a 1995. Právě v roce 1995 byla korunována michiganskou Miss Basketball.
V prosinci 2001 absolvovala obor rozvoj rodin s dětmi na University of Georgia. Celkem za svojí univerzitní kariéru pomohla týmu Lady Bulldogs vyhrát rekordních 86 her. Tým v té době jen dvanáctkrát prohrál.
Při výběru nováčků do WNBA (WNBA Draft) v roce 2001 byla vybrána do týmu Detroit Shock hned v 1. kole (celkem šestá). Dostala přezdívku „Tweety“ a u fanoušků se proslavila hlavně svým úžasným výskokem. Deanna také pomohla Detroitu vyhrát jejich první šampionát v roce 2003, druhý v roce 2006 – ve finále získala cenu MVP, a třetí v roce 2008.
Mezi sezónami 2007–2008 a 2008–2009 v WNBA hrála v Rusku za Jekatěrinburg. Také hrála za BK Gambrinus Sika Brno.
Některé údaje:
- Pozice: obránce
- Výška: 1,78 m
- Váha: 65 kg
- Vysoká škola: University of Georgia
- Týmy: Detroit Shock, Jekatěrinburg